# بمهريه
بمهريه هي قرية لبنانية من قرى قضاء عاليه في محافظة جبل لبنان.
تبعد بمهريه 41 كلم (25.4774 مي) عن بيروت عاصمة لبنان. ترتفع 1215 م (3986.415 قدم - 1328.724 يارد) عن سطح البحر وتمتد على مساحة 2360 هكتاراً (23.6 كلم²- 9.1096 مي²).